# Rumex elbursensis
Rumex elbursensis är en slideväxtart som beskrevs av Pierre Edmond Boissier. Rumex elbursensis ingår i släktet skräppor, och familjen slideväxter. Inga underarter finns listade i Catalogue of Life.